# 2008年北京オリンピックのニュージーランド選手団
2008年北京オリンピックのニュージーランド選手団（2008ねんペキンオリンピックのニュージーランドせんしゅだん）は、2008年8月8日から8月24日にかけて中国の北京を主として開催された2008年北京オリンピックのニュージーランド選手団、およびその競技結果。

## 概要
今大会は金メダル3個、銀メダル2個、銅メダル4個の合計9個のメダルを獲得した。

## メダル
| メダル | 選手名                                                                          | 競技           | 種目               |
| ------ | ------------------------------------------------------------------------------- | -------------- | ------------------ |
| 金     | バレリー・ビリ                                                                  | 陸上           | 女子砲丸投         |
| 金     | ジョージナ・エバーズ＝スウィンデル キャロライン・エバーズ＝スウィンデル         | ボート         | 女子ダブルスカル   |
| 金     | トム・アシュリー                                                                | セーリング     | 男子RS-X級         |
| 銀     | ニック・ウィリス                                                                | 陸上           | 男子1500m          |
| 銀     | ヘイデン・ルールストン                                                          | 自転車         | 男子個人追い抜き   |
| 銅     | マー・ドライスデール                                                            | ボート         | 男子シングルスカル |
| 銅     | ネイサン・トウェイドル ジョージ・ブリッジウォーター                             | ボート         | 男子舵なしペア     |
| 銅     | サム・ビューリー ジェシー・サージェント ヘイデン・ルールストン マーク・ライアン | 自転車         | 男子団体追い抜き   |
| 銅     | ビバン・ドカティ                                                                | トライアスロン | 男子               |

## サッカー
- 男子
- 女子

## ホッケー
- 男子
- 女子

## バスケットボール
- 女子